# Українські книжкові видавництва у 1918 році
Українські книжкові видавництва у 1918 році — список видавництв, які діяли в Україні в 1918 році.
| №   | Назва                                                                | Місто                 |
| --- | -------------------------------------------------------------------- | --------------------- |
| 1   | Атось                                                                | Миргород              |
| 2   | Бібліотека «Молодість»                                               | Київ                  |
| 3   | Благодійне товариство видання дешевих і корисних книжок              | Київ                  |
| 4   | Боян                                                                 | Полтава               |
| 5   | Вернигора                                                            | Київ                  |
| 6   | Відродження                                                          | Київ                  |
| 7   | Вік                                                                  | Київ                  |
| 8   | Вільна думка                                                         | Золотоноша            |
| 9   | Видавництво Вільної української школи                                | Київ                  |
| 10  | Волошки                                                              | Київ                  |
| 11  | Воля                                                                 | Вінниця               |
| 12  | Всеувито                                                             | Київ                  |
| 13  | Всеукраїнський кооперативний видавничий союз                         | Київ                  |
| 14  | Видавництво Ф. Гавриша                                               | Лубни                 |
| 15  | Гасло                                                                | Київ                  |
| 16  | Видавництво М. Грінченкової                                          | Київ                  |
| 17  | Ґрунт                                                                | Київ                  |
| 18  | Видавництво М. Грушевського                                          | Київ                  |
| 19  | День                                                                 | Київ—Прага            |
| 20  | Дзвін                                                                | Київ                  |
| 21  | Дніпро                                                               | Одеса                 |
| 22  | Дніпросоюз                                                           | Київ                  |
| 23  | Дністер                                                              | Кам'янець-Подільський |
| 24  | Друкарь                                                              | Київ                  |
| 25  | Видавництво В. Дубровського                                          | Київ                  |
| 26  | Життя і мистецтво                                                    | Київ                  |
| 27  | Зірка                                                                | Полтава               |
| 28  | Знання — то сила                                                     | Київ                  |
| 29  | Історична белетристика                                               | Київ                  |
| 30  | Каменяр                                                              | Катеринослав          |
| 31  | Видавництво А. Кащенка                                               | Катеринослав          |
| 32  | Книга                                                                | -                     |
| 33  | Видавництво книгарні «Січ»                                           | Катеринослав          |
| 34  | Книгозбірня                                                          | Київ                  |
| 35  | Книжник                                                              | Київ                  |
| 36  | Книжки для всіх                                                      | Львів                 |
| 37  | Видавництво Т. Колесниченка                                          | -                     |
| 38  | Конфедераліст                                                        | -                     |
| 39  | Видавництво К. Котова                                                | Катеринослав          |
| 40  | Криниця                                                              | -                     |
| 41  | Видавництво Маєвського                                               | -                     |
| 42  | Мо-Зе-Ро                                                             | Кобеляки              |
| 43  | Молодик                                                              | Ромни                 |
| 44  | Народний стяг                                                        | Одеса                 |
| 45  | Наш театр                                                            | Київ                  |
| 46  | Видавниче товариство Олександрівської «Селянської спілки»            | Олександрівськ        |
| 47  | Орхід                                                                | -                     |
| 48  | Освіта                                                               | -                     |
| 49  | Основа                                                               | Бердянськ             |
| 50  | Видавництво педагогічного бюро при Полтавській губернській управі    | Полтава               |
| 51  | Політична бібліотека                                                 | -                     |
| 52  | Видавництво полонених українського табору                            | Вепляр                |
| 53  | Видавниче товариство Полтавського українського правничого товариства | Полтава               |
| 54  | Видавниче товариство Полтавської спілки споживчих товариств          | Полтава               |
| 55  | Помішник                                                             | -                     |
| 56  | Поступ                                                               | -                     |
| 57  | Праця                                                                | -                     |
| 58  | Промінь                                                              | Сміла                 |
| 59  | Просвітянська книгозбірня                                            | Полтава               |
| 60  | Ранок                                                                | Катеринослав          |
| 61  | Рідна думка                                                          | Харків                |
| 62  | Рідна мова                                                           | -                     |
| 63  | Рідне слово                                                          | м. Біла (Підляшшя)    |
| 64  | Рідна стріха                                                         | Могилів-Подільський   |
| 65  | Видавництво Б. Різниченка                                            | -                     |
| 66  | Видавництво «Робітничої книгарні»                                    | -                     |
| 67  | Рух                                                                  | Харків                |
| 68  | Видавництво Самоненка                                                | -                     |
| 69  | Видавництво «Самоосвіти»                                             | Київ                  |
| 70  | Село                                                                 | Вінниця               |
| 71  | Селянська самоосвіта                                                 | Одеса                 |
| 72  | Серп і молот                                                         | Київ                  |
| 73  | Сіверська думка                                                      | Чернігів              |
| 74  | Січ                                                                  | -                     |
| 75  | Сіяч                                                                 | Черкаси               |
| 76  | Сила                                                                 | Київ                  |
| 77  | Слово                                                                | Катеринослав          |
| 78  | Сміх                                                                 | Київ                  |
| 79  | Союз                                                                 | Харків                |
| 80  | Видавництво СВУ                                                      | Відень                |
| 81  | Стара громада                                                        | -                     |
| 82  | Стежка                                                               | Катеринослав          |
| 83  | Сяйво                                                                | Київ                  |
| 84  | Театральна бібліотека                                                | -                     |
| 85  | Україна                                                              | Катеринослав          |
| 86  | Український агроном                                                  | -                     |
| 87  | Українська бджола                                                    | м. Валки (Харківщина) |
| 88  | Український голос                                                    | м. Валки (Харківщина) |
| 89  | Українське видавництво в Катеринославі                               | Катеринослав          |
| 90  | Видавництво Українського жіночого комітету помочі для ранених        | -                     |
| 91  | Українська книгарня                                                  | Херсон                |
| 92  | Видавництво «Українських медичних вістей»                            | Київ                  |
| 93  | Видавництво УСС                                                      | Львів—Київ            |
| 94  | Український рух                                                      | -                     |
| 95  | Українська хата                                                      | Херсон                |
| 96  | Українська школа                                                     | Київ                  |
| 97  | Видавництво Ів. Федорченка                                           | Київ                  |
| 98  | Видавництво Центрального комітету УСДРП                              | -                     |
| 99  | Час                                                                  | Приклад               |
| 100 | Видавництво Є. Череповського                                         | Київ                  |
| 101 | Шкільна освіта                                                       | Київ                  |
| 102 | Шлях                                                                 | Київ                  |
| 103 | Шлях                                                                 | Львів                 |